# Lenoir (Carolina do Norte)
Lenoir é uma cidade localizada no estado norte-americano de Carolina do Norte, no Condado de Caldwell.

## Demografia
Segundo o censo norte-americano de 2000, a sua população era de 16.793 habitantes.
Em 2006, foi estimada uma população de 18.018, um aumento de 1225 (7.3%).

## Geografia
De acordo com o United States Census Bureau tem uma área de
42,9 km², dos quais 42,9 km² cobertos por terra e 0,0 km² cobertos por água. Lenoir localiza-se a aproximadamente 383 m acima do nível do mar.

## Localidades na vizinhança
O diagrama seguinte representa as localidades num raio de 12 km ao redor de Lenoir.

## Personalidades
- Kary Mullis (1944), prémio Nobel da Química de 1993